# Świętosław Kazanowski
Świętosław Kazanowski herbu Grzymała (zm. w 1658 roku) – cześnik sandomierski w latach 1634-1658, sędzia kapturowy ziemi sanockiej w 1648 roku, pułkownik wojska powiatowego ziemi sanockiej w 1648 roku.
Poseł nieznanego sejmiku na sejm nadzwyczajny 1654 roku.